# Санкции СНБО против граждан Украины

Логотип Совета национальной безопасности и обороны Украины

Санкции СНБО против граждан Украины — неконституционная практика применения Советом национальной безопасности и обороны Украины (СНБО) персональных ограничительных мер в отношении граждан Украины на основании Закона «О санкциях». Такая практика вызывает широкую критику из-за её противоречия Конституции Украины и использования в качестве политического инструмента действующей власти, в частности президента Украины Владимира Зеленского.
Санкции применяются к оппозиционным политикам, СМИ, предпринимателям, блогерам. Среди наиболее громких примеров: пятый президент Украины Пётр Порошенко, сооснователи и бывшие акционеры ПриватБанка Геннадий Боголюбов и Игорь Коломойский, журналистка Светлана Крюкова, бывший советник Офиса президента Украины Алексей Арестович, бизнесмен Константин Жеваго. 
В феврале 2025 года Харьковская правозащитная группа, Украинский Хельсинкский союз по правам человека, Центр гражданских свобод и другие украинские правозащитные организации опубликовали совместное заявление, в котором осудили применение санкций против оппозиционных политиков и бизнесменов. Санкции СНБО против граждан Украины также подвергались критике со стороны международных правозащитных организаций, в частности Amnesty International, основной темой критики стало «использование санкций как инструмента политического преследования».

## Предыстория

### Правовая основа
Закон Украины «О санкциях» от 14 августа 2014 года был принят как реакция на российско-украинскую войну и предусматривал применение санкций к иностранным государствам, юридическим и физическим лицам, создающим угрозу национальной безопасности. В законе отсутствует прямое положение о применении санкций к гражданам Украины, что приводит к коллизии с нормами Конституции.
Во время президентства Владимира Зеленского, с 2021 года СНБО начала активно применять санкции против собственных граждан, в частности — без решения суда, на основании разведывательных данных или информации Службы безопасности Украины. С началом полномасштабного российского вторжения в Украину количество украинских граждан без двойного гражданства, подвергшихся санкциям, значительно возросло. Если ранее ограничения применялись преимущественно к лицам с российским гражданством, то за последний год санкции были применены к 135 гражданам Украины без второго паспорта, а с начала войны — к 188, что свидетельствует о тенденции к расширению применения санкционного механизма внутри страны. Срок действия санкций увеличился с трёх до десяти лет. Лица, попавшие под санкции, лишаются возможности пользоваться своим имуществом, банковскими счетами, официально трудоустраиваться, запускать медиа и даже пользоваться общественным транспортом, включая поезда «Украинской железной дороги».

### Противоречие Конституции Украины
Согласно Конституции Украины:
- Права и свободы граждан могут ограничиваться только законом и исключительно в условиях военного или чрезвычайного положения (ст. 64).

- Лишение имущества, лицензий, ограничение в праве на свободу передвижения и другие меры могут применяться исключительно на основании судебного решения (ст. 41, 55).

- СНБО является координирующим органом при Президенте Украины по вопросам национальной безопасности и обороны. СНБО не наделён судебными или правоохранительными полномочиями (ст. 107).

Соответственно, применение санкций к гражданам Украины без решения суда считается неконституционным механизмом государственного принуждения.

### Юридические аспекты
Одним из юридических аспектов является игнорирование санкций СНБО со стороны европейских финансовых учреждений. Поскольку санкции в Украине вводятся без решения суда, они не признаются правовыми системами Европейского Союза, где действует принцип верховенства права. Европейские банки в большинстве случаев отказываются выполнять ограничения в отношении лиц, внесённых в санкционные списки СНБО, считая такие решения внутреннеполитическими и юридически необоснованными по международным стандартам. Это ставит под сомнение эффективность украинских санкций за пределами страны и подчёркивает необходимость прозрачных судебных процедур.
В странах Европейского Союза отсутствует практика введения санкций против собственных граждан внесудебным путём. Европейская правовая традиция основывается на верховенстве права, презумпции невиновности и уголовно-процессуальных механизмах. Если граждан подозревают в совершении преступления, к ним применяются соответствующие нормы уголовного или административного законодательства, а дела рассматриваются в судебном порядке.
Санкции как инструмент политического давления на граждан в рамках ЕС не используются, поскольку считаются несовместимыми с базовыми принципами правового государства. Подобные действия воспринимаются как политически мотивированные и подрывающие доверие к судебной системе. Именно приверженность процедурной справедливости и защите прав человека остаётся основой правовых систем стран ЕС и, по мнению многих экспертов, способствует стабильному политическому и экономическому развитию региона.

### Политическое применение
Известные граждане Украины под санкциями СНБО
Санкции СНБО широко рассматриваются правозащитными организациями как политический инструмент президента Украины Владимира Зеленского. Вечером 12 февраля 2025 года пятый президент Украины и лидер оппозиционной партии «Европейская солидарность» Пётр Порошенко сообщил о введении против него санкций, назвав это решение «политически мотивированным и неконституционным». Порошенко обвинил в введении санкций президента Владимира Зеленского и возложил на него ответственность за возможные негативные последствия. По его словам, «у этого преступления много соучастников: вся команда Зеленского, Кабинет министров, которого заставили сделать абсурдное представление, члены его СНБО. Но заказчик, исполнитель и подписант один — лично Зеленский».
Позже стало известно, что кроме Петра Порошенко, СНБО ввела санкции против бизнесменов Игоря Коломойского, Константина Жеваго и Геннадия Боголюбова, а также против бывшего народного депутата Виктора Медведчука. Согласно списку введённых санкций, СНБО временно лишила их права пользоваться и распоряжаться активами. Также Порошенко, Боголюбов, Медведчук, Коломойский и Жеваго получили запрет на участие в приватизации, аренде государственного имущества, увеличение уставного капитала предприятий, а также были обязаны прекратить сделки, включая сделки в сфере безопасности и обороны. Служба безопасности Украины заявила, что санкции были введены «из-за угроз государственной безопасности».
Бизнесмен Константин Жеваго назвал санкции против себя «ещё одним эпизодом преследования со стороны президента Украины Зеленского». В вечернем видеообращении 12 февраля он подчеркнул, что против него «нет ни одного судебного решения, связанного с угрозой национальной безопасности, территориальной целостности и суверенитету». «Получается, что оснований для открытия против меня уголовного дела за угрозу нацбезопасности нет, а основания для санкций якобы есть. Но это же абсурд», — сказал Жеваго. По мнению Петра Порошенко, Жеваго оказался в санкционном списке потому, что его семья владеет телеканалом «Эспрессо».
Также санкции были введены против оппозиционной журналистки Светланы Крюковой, бывшей заместительницы главного редактора издания «Страна.ua». Крюкова прокомментировала решение Зеленского в своём Facebook: она написала, что «разочарована» санкциями и будет их обжаловать. «Завтра иду оспаривать указ президента в Верховном Суде. Одним судом больше, одним меньше. И не потому, что люблю нагружать своих адвокатов, а потому что глубоко уважаю свою страну, в которой живу, и верю в неё как в правовое государство, где мораль, честь и закон идут рука об руку», — написала она. Через месяц после введения санкций в Киеве неизвестные сожгли автомобиль Крюковой.
11 апреля 2025 года Зеленский ввёл санкции СНБО в отношении украинского блогера Александра Шелеста и политолога Вадима Карасёва. 17 апреля YouTube-каналы Шелеста и Карасёва были заблокированы на территории Украины.
1 мая 2025 года президент Украины Владимир Зеленский ввёл в действие решение СНБО о введении персональных санкций против бывшего советника Офиса президента Украины Алексея Арестовича, который резко критикует украинскую власть, а также против политолога Константина Бондаренко и блогера Мирослава Олешко. Арестович назвал санкции против себя и Порошенко «явным эхом предстоящих выборов». 4 мая подполковник Роман Ковалёв заявил, что отказывается от ордена Богдана Хмельницкого III степени в знак протеста против санкций, введённых против Арестовича. По его мнению, Арестович — «патриот и защитник украинского народа», обладающий «своим собственным видением мира и будущего Украины». После публикации Ковалёва от своих наград отказался и другой военный — Тарас Задорожный, который выложил фотографию с медалью «За оборону Бахмута» и нагрудным знаком Главнокомандующего ВСУ. 
9 мая YouTube-канал Алексея Арестовича был заблокирован на территории Украины по запросу СНБО.

## Критика
Ассоциация юристов Украины в 2024 году призвала к реформированию санкционного механизма, подчеркнув необходимость обеспечения реального судебного контроля и соблюдения прав человека. Заслуженный юрист Украины, член Венецианской комиссии в 2009–2013 годах Марина Ставнийчук отметила, что санкционный механизм фактически подменяет судебную систему, что вызывает вопросы не только в части законности, но и целесообразности существования классических институтов правосудия. По её мнению, текущая практика вмешивается в сферу уголовного права, не обладая на это формальными полномочиями.
Правозащитные организации в Украине, такие как Центр прав человека ZMINA, Украинский Хельсинкский союз по правам человека (УХСПЧ) и Харьковская правозащитная группа, неоднократно заявляли, что введение санкций против граждан Украины противоречит Конституции Украины и нормам международного права. Они подчеркивали, что СНБО, как политический орган, не имеет полномочий выполнять квазисудебные функции. Центр прав человека ZMINA также отметил, что «применение санкций вместо расследования и справедливого судебного процесса может привести к разрушению демократии в Украине».
Харьковская правозащитная группа считает, что применение санкций к собственным гражданам возможно только в случае, если они скрываются в враждебных юрисдикциях за рубежом или на временно оккупированных территориях Украины, и государство не имеет других механизмов привлечения их к ответственности. По мнению правозащитников, действия президента Зеленского в этом контексте являются политической расправой, а не санкциями в международно-правовом смысле.
По мнению Александры Матвийчук, главы правления «Центра гражданских свобод», удостоенного Нобелевской премии мира, «нельзя заменить реформу судов, правоохранительных органов и спецслужб – ручным управлением через СНБО». Матвийчук также указала на опасность санкционного механизма в «долгосрочной перспективе» и подчеркнула, что «Украина не может себе позволить использовать неправовые методы, как это делает Россия».
14 февраля 2025 года украинские правозащитные организации опубликовали совместное заявление относительно введения персональных санкций против Петра Порошенко, Константина Жеваго, Игоря Коломойского и Геннадия Боголюбова. Они назвали санкции в отношении оппозиционных политиков и бизнесменов «внесудебной политической расправой» и «узурпацией власти в государстве». Среди подписантов — Харьковская правозащитная группа, Украинский Хельсинкский союз по правам человека (УХСПЧ), Центр гражданских свобод, ОО «Центр исследований правоохранительной деятельности», Благотворительный фонд «Человек и право», ОО Правозащитная группа «СИЧ», Объединение родственников политзаключённых Кремля, Украинский институт прав человека, Украинский фонд правовой помощи, ОО «Голубая птица», Международное общество прав человека — Украинская секция, Образовательный дом прав человека — Чернигов, Ассоциация еврейских организаций и общин Украины, Конгресс национальных общин Украины, Институт демократии имени Филиппа Орлика, ОО «Социальный капитал», Тернопольская городская ОО «Адаптационный мужской центр».
Международная правозащитная организация Amnesty International также выражала обеспокоенность нарушениями прав человека в Украине, в частности использованием санкций как «инструмента политического преследования».
Немецкий политик Манфред Вебер, лидер Европейской народной партии (ЕНП) в Европарламенте, выразил удивление по поводу санкций против пятого президента Украины Петра Порошенко. Он считает, что это решение имеет политические мотивы и может подорвать национальное единство Украины в критический период войны. Вебер призвал президента Зеленского пересмотреть это решение, чтобы не навредить евроинтеграционному курсу Украины.

## Обжалование и правовое регулирование

### Судебная практика
По данным Верховного Суда Украины, с 2017 года было открыто более 460 дел по обжалованию санкций, однако только один иск был удовлетворён.
14 марта 2025 года журналистка Светлана Крюкова подала иск в Верховный Суд с целью обжаловать указ президента Украины о введении против неё персональных санкций. Она заявила, что намерена сделать этот процесс «громким и публичным».
17 апреля стало известно, что лидер партии «Европейская солидарность» и пятый президент Украины Пётр Порошенко совместно с журналисткой Светланой Крюковой обжалуют санкции СНБО в Верховном Суде. На первом заседании по делу Порошенко заявил, что санкции против него были введены в «превентивном порядке» и являются «неконституционными». По его словам, решение СНБО и указ президента были сфальсифицированы. В частности, он обвинил Министерство экономики Украины в фальсификации материалов, представленных в Кабинет Министров.
В Офисе президента и аппарате СНБО был сфальсифицирован указ. А Зеленский подписал не тот документ, который в итоге был обнародован. Я лично видел документ с другим содержанием — с той же датой, но разницей во времени в два часа, — он был полностью переписан, и под ним стояла подпись министра экономики госпожи Свириденко.Пётр Порошенко

### Давление на судей
Согласно данным судебного реестра, в Украине уже имелись прецеденты отмены санкций СНБО в судебном порядке. Один из первых известных случаев — дело французского гражданина Луи-Мишеля Дюре (фр. Duray Louis-Michel), который до 2022 года долгое время работал в банке BNP Paribas. Он выиграл дело в первой инстанции Верховного Суда против президента Украины Владимира Зеленского об отмене введённых против него санкций.
Другой пример — дело общества с ограниченной ответственностью «Пробайк Плюс». Суд удовлетворил иск компании, признал указ президента о введении персональных санкций незаконным и отменил его. После этого в СМИ появилась информация о том, что судья Кассационного административного суда в составе Верховного Суда и член Совета судей Украины Владимир Кравчук сообщил Высшему совету правосудия о давлении со стороны Службы безопасности Украины.
Речь шла именно о деле «Пробайк Плюс», в котором Кравчук был председательствующим судьёй. После того как коллегия судей полностью удовлетворила иск, признав указ президента незаконным, СБУ лишила Кравчука допуска к государственной тайне. Впоследствии глава Верховного Суда Станислав Кравченко своим распоряжением прекратил доступ судьи к секретной информации.
Бывший председатель Верховной Рады Дмитрий Разумков заявил, что «судьи боятся выносить решения против СНБО, что тормозит процесс обжалования неправомерных санкций. Хотя прецеденты судебной отмены санкций уже имели место, в будущем их станет больше».

### Законодательные инициативы
9 мая 2025 года Пётр Порошенко сообщил, что готовит в Верховной Раде законопроект о персональной ответственности членов СНБО, голосующих за введение санкций против граждан Украины.